# Список правителей Тикаля

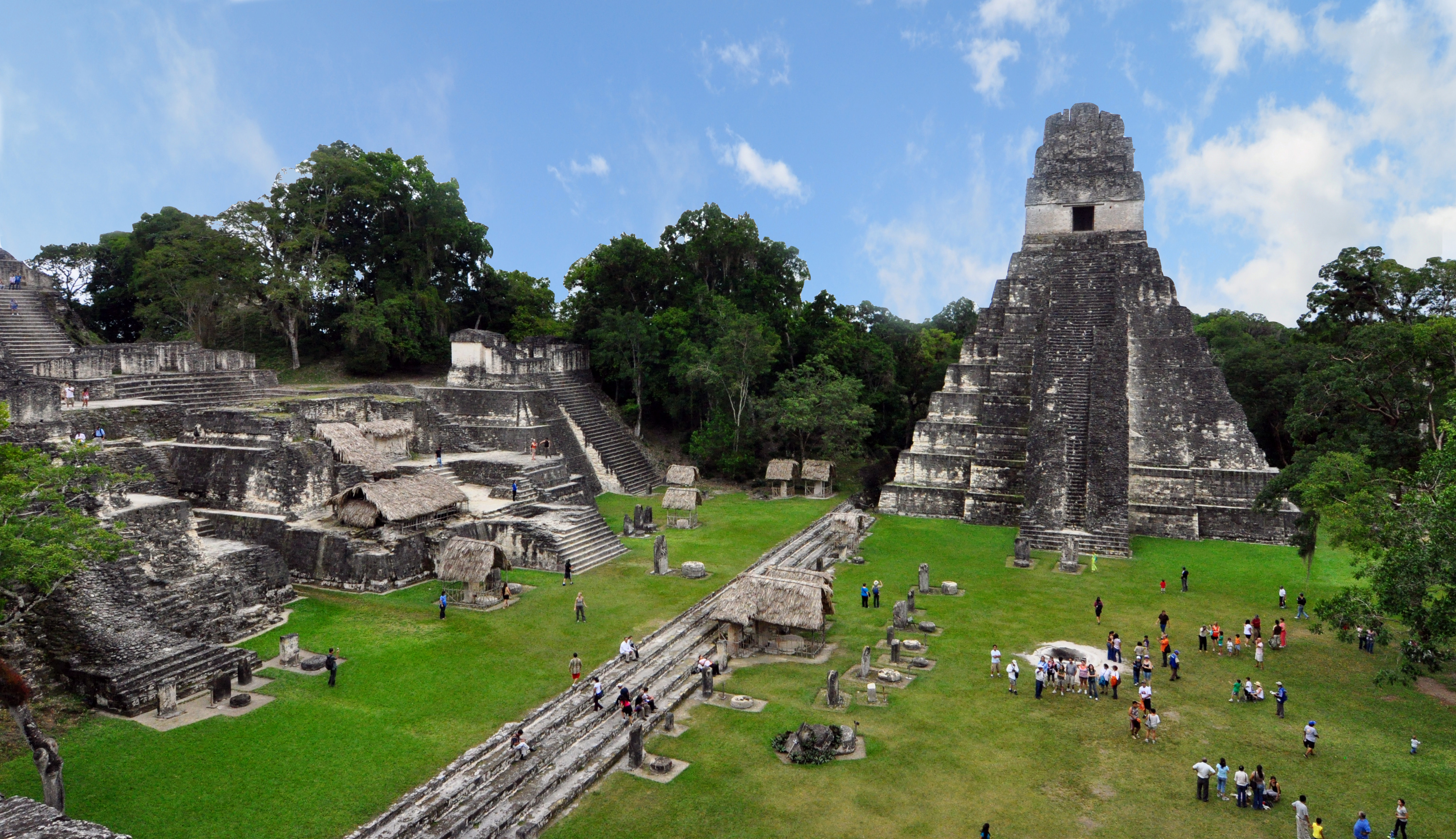
Руины Тикаля

Ниже приведён список известных правителей Тикаля, столицы царства Мутуль и крупного центра цивилизации майя, располагавшегося на территории современной Гватемалы.
Первым известным правителем был Яш-Эб-Шок, правивший в I веке н. э., последним — Хасав-Чан-Кавиль II, правивший примерно в 869—889 годах. Всего за историю Тикаля сменилось три династии.
Список составлен в хронологическом порядке.
Почти все правители Тикаля известны только по их портретам и/или именам, высеченных на стелах, воздвигавшихся в городе в честь различных событий, произошедших во времена их правления. Поэтому в списке также можно видеть некоторые стелы тикальских царей.

## Первая династия
В начале I века н. э. Тикаль становится столицей отдельного царства, а его правитель Яш-Эб-Шок основывает местную правящую династию.
| Имя                 | Имя на русском (дословный перевод) | Годы правления        | Комментарии | Прим.       |
| ------------------- | ---------------------------------- | --------------------- | --- | ----------- |
| Яш-Эб-Шок           | «Зелёная Акула»                    | I век н. э.           | Первый известный правитель Тикаля и основатель династии.                                                                                | [ 1 ] [ 2 ] |
| 7 неизвестных царей | —                                  | I—III века н. э.      | Правили между Яш-Эб-Шоком и Чак-Ток-Ичаком I. Имена не известны.                                                                        | [ 1 ] [ 2 ] |
| Чак-Ток-Ичак I      | «Великая Облачная Лапа»            | ? — ок. 292           | | [ 1 ] [ 2 ] |
| Кинич-Эб-Шок        | «Опаляющая Акула»                  | ок. 292 — нач. IV в.  | | [ 1 ] [ 2 ] |
| Сиях-Чан-Кавиль I   | «Рождён из неба бог Кавиль»        | нач. IV в.            | Самое раннее свидетельство о принесении жертвы богам-покровителям династии.                                                             | [ 1 ] [ 2 ] |
| Иш-Уне-Балам        | «Женщина — Младенец-Ягуар»         | 1-я четверть IV в.    | Первая известная женщина на троне Тикаля. Её имя сохранилось только в двух надписях, а официальные царские списки не называют её имени. | [ 1 ] [ 2 ] |
| Кинич-Муван-Холь I  | «Опаляющая Сова-Череп»             | 1-я треть IV в. — 359 | | [ 1 ] [ 2 ] |
| Чак-Ток-Ичак II     | «Великая Облачная Лапа»            | 360—377               | Свержение династии. | [ 1 ] [ 2 ] |

## Вторая («чужеземная») династия
В 377—378 годах старая династия была свергнута и власть захватила новая группа знати, почитавшая богов из Теотиуакана. Есть предположение, что в 377 году армия Теотиуакана под предводительством Сиях-Кака вторглась в земли майя, убила Чак-Ток-Ичака и установила здесь власть теотиуаканского царя, а его малолетний сын Яш-Нун-Айин I в 378 году был посажен на трон Мутуля. Среди историков до сих пор нет согласия, верна ли эта теория и действительно ли новая династия происходила из Теотиуакана.
 Персиковым фоном выделены цари, не принадлежащие к правящей династии.
| Имя                | Имя на русском (дословный перевод) | Годы правления  | Комментарии | Прим.       |
| ------------------ | ---------------------------------- | --------------- | --- | ----------- |
| Яш-Нун-Айин I      | «Зелёный Крокодил»                 | 378—414         | Основатель династии | [ 1 ] [ 2 ] |
| Сиях-Чан-Кавиль II | «Рождён из неба бог Кавиль»        | 414—458         | В 426 году родственник правителей Тикаля Кинич-Яш-Кук-Мо отправился на территорию современного Гондураса и основал в долине реки Мотагуа царство Шукууп со столицей в Копане. | [ 1 ] [ 2 ] |
| Кан-Ак             | «Жёлтый Пекари»                    | 458—ок. 485     | | [ 1 ] [ 2 ] |
| Чак-Ток-Ичак III   | «Великая Облачная Лапа»            | ок. 485 — 508   | | [ 1 ] [ 2 ] |
| Иш-Йокин           | ?                                  | 511 — после 527 | Вторая известная женщина на троне Тикаля. На момент коронации ей было всего 8 лет.                                                                                            | [ 1 ] [ 2 ] |
| Каломте-Балам      | «Воитель-Ягуар»                    | 511 — после 527 | Полководец Чак-Ток-Ичака III. По-видимому, был регентом при Иш-Йокин, а также её мужем.                                                                                       | [ 1 ] [ 2 ] |
| Чак-Ток-Ичак IV    | «Великая Облачная Лапа»            | после 527 — 537 | Вероятно, сын Иш-Йокин и Каломте-Балама. | [ 1 ] [ 2 ] |
| Вак-Чан-Кавиль     | ?                                  | 537—562         | Младший сын Чак-Ток-Ичака III от второй жены, а также сводный брат Иш-Йокин. Последний правитель династии.                                                                    | [ 1 ] [ 2 ] |

|                                                |                                           |                                    |                                               |                                     |                                               |
| Стела 3, поставленная при Чак-Ток-Ич’ааке III. | Стела 4, поставленная при Яш-Нун-Айине I. | Стела 9, поставленная при Кан-Аке. | Стела 10, поставленная при Чак-Ток-Ичаке III. | Стела 13, поставленная при Кан-Аке. | Стела 26, поставленная при Чак-Ток-Ичааке IV. |

## Третья династия
В 562 году Яш-Эб-Шок II потерпел поражение в войне с могущественным царством Кануль (со столицей в Калакмуле). Это повлекло 80-летний упадок: в городе совсем не воздвигались стелы, а цари перестали участвовать в активной политической борьбе. После этого поражения правителем Тикаля становится Кинич-Эт.
| Имя                   | Имя на русском (дословный перевод)   | Годы правления          | Комментарии | Прим.                   |
| --------------------- | ------------------------------------ | ----------------------- | --- | ----------------------- |
| Кинич-Эт              | ?                                    | 562 — ?                 | Основатель династии. | [ 1 ] [ 2 ]             |
| 23-й царь Тикаля      | ?                                    | 1-я половина VII в.     | Имя не известно. | [ 1 ] [ 2 ]             |
| Кинич-Муван-Холь II   | «Опаляющая Сова-Череп»               | 1-я пол. VII в.         | | [ 1 ] [ 2 ]             |
| Нун-Холь-Чак I        | ?                                    | ок. 649 — 657 670 — 682 | В 659 году, спасаясь бегством от армии царя Каналя (со столицей в Калакмуле) Юкном-Чена Великого, Нун-Холь-Чак I переправляется через Усумасинту и разбивает войско Яшчилана. | [ 1 ] [ 2 ]             |
| Балах-Чан-Кавиль      | «Спрятан в небе бог Кавиль»          | 657—670                 | Родственник правящей династии, основавший южнее второе Мутульское царство со столицей в Дос-Пиласе. В союзе с верховным правителем земель майя, царем Каналя Юкном-Ченом, он участвовал в войне против Нун-Холь-Чака I и на некоторое время занял тикальский трон. Нун-Холь-Чак I бежал в Паленке и вернулся оттуда лишь около 670 года. | [ 1 ] [ 2 ]             |
| Хасав-Чан-Кавиль I    | «Расчищает небо бог Кавиль»          | 682—734                 | В 695 году Хасав-Чан-Кавиль I пленил и принёс в жертву нового правителя Калакмуля — Лапу Ягуара. В его правление были построены Центральный Акрополь, Храм I и Храм II. | [ 1 ] [ 2 ] [ 3 ]       |
| Икин-Чан-Кавиль       | «Рассвет небесного Кавиля»           | 734 — 755/760           | В его правление был построен Храм IV. | [ 1 ] [ 2 ]             |
| 28-й царь Тикаля      | ?                                    | 755/760 — 768           | Имя неизвестно | [ 1 ] [ 2 ]             |
| Яш-Нун-Айин II        | «Зелёный Крокодил»                   | 768 — ок. 790           | | [ 1 ] [ 2 ]             |
| Юкном-Чен             | «Сотрясатель земли»                  | ок. 790 — после 810     | | [ 1 ] [ 2 ]             |
| Нуун-Ухоль-Кинич      | «Предсказатель — Голова Бога Солнца» | кон. VIII в. (?)        | Упоминается на панели в Храме III, отец Нуноом Ч’еена. Иногда отождествляется с неизвестным 28 правителем. | [ 4 ]                   |
| Нуноом-Чеен           | «Тёмное Солнце»                      | ок. 810                 | В его правление был построен Храм III. | [ 4 ]                   |
| Нун-Холь-Чак II       | ?                                    | ? — 820                 | В 817 году потерпел поражение в войне с Кинич-Тобиль-Тохатом, царем Караколя. | [ 1 ] [ 2 ]             |
| Хун-Неналь-Кавиль     | «Единственный Зеркальный Кавиль»     | серед. IX в.            | Известен из надписи в Сейбале. | [ 1 ] [ 4 ]             |
| О-Сак-Хеев-Чан-Кавиль | ?                                    | IX в. (?)               | Известен по надписи на блюде времён его правления. | [ 4 ]                   |
| Хасав-Чан-Кавиль II   | «Расчищает небо бог Кавиль»          | до 869 — после 889      | Последний известный царь Тикаля | [ 1 ] [ 2 ] [ 4 ] [ 3 ] |

|                                            |                                                 |                                                                              |                                             |                                                                                         |                                          |
| Стела 5, поставленная при Икин-Чан-Кавиле. | Стела 11, поставленная при Хасав-Чан-Кавиле II. | Правитель Тикаля Икин-Чан-Кавиль. Резьба на деревянной притолоке в Храме IV. | Алтарь 5, созданный при Хасав-Чан-Кавиле I. | Храм I, построенный при Хасав-Чан-Кавиле I. В нём же располагается гробница этого царя. | Храм III, построенный при Нуноом-Ч’еене. |

С конца VIII века в Мутуле-Тикале проступали признаки кризиса, охватившего всю цивилизацию майя. Резко сокращается каменное строительство, прекращается создание монументальных изваяний. Сведения о правителях Мутуля IX века неопределённы и фрагментарны (известно только, что с 794 по 869 год их сменилось десять). После поражения, понесённого в 817 году от Караколя, в Тикале полностью прекращается сооружение каменных монументов. Титулы «Священный владыка Мутуля» и «кало’мте» («император») появляются на памятниках правителей мелких селений по соседству с прежней столицей, что, кажется, указывает на распад государства.
Население города резко снизилось, а в X—XI веках он был окончательно покинут жителями.

## Комментарии
1. ↑  в Северном акрополе находятся более древние захоронения правителей, но их имена неизвестны, кроме того, Яш-Эб-Шок в майяских текстах неоднократно назван первым правителем — возможно, это означает, что он объединил тикальские династии или провёл успешные военные операции. См. статью Яш-Эб-Шок